# Martin Strehársky
Martin Strehársky es un deportista eslovaco que compite en bochas adaptadas. Ganó una medalla de oro en los Juegos Paralímpicos de Tokio 2020 en la prueba de dobles mixto (clase BC4).

## Palmarés internacional
| Juegos Paralímpicos | Juegos Paralímpicos | Juegos Paralímpicos | Juegos Paralímpicos |
| Año                 | Lugar               | Medalla             | Prueba              |
| ------------------- | ------------------- | ------------------- | ------------------- |
| 2020                | Tokio (Japón)       | Medalla de oro      | Dobles BC4 mixto    |